# Рейер, Карл Карлович
Карл Карлович Рейер (23 октября (4 ноября) 1846 года, Рига — 30 декабря 1890 (11 января 1891) года) — российский медик-практик, военный хирург и медицинский писатель. Действительный статский советник (с 1883). Занимался в основном горловой хирургией и хирургией огнестрельных ранений. Был одним из пионеров применения антисептиков в русской хирургии.

## Биография

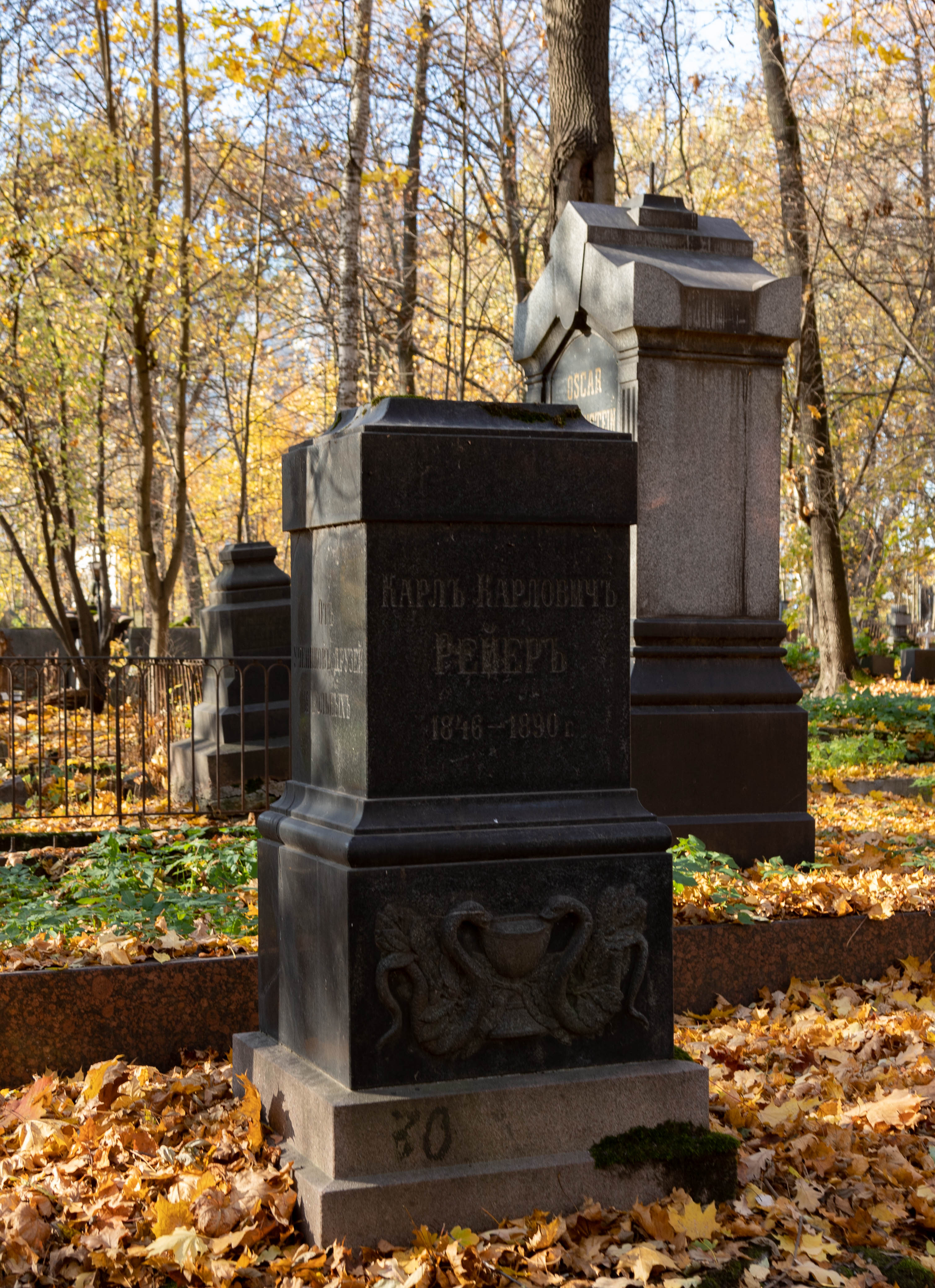
Могила Карла Карловича

Происходил из семьи балтийских немцев, его отец был клерком суда, а мать учительницей. Первоначальное образование получил в Рижской гимназии, окончил её в 1865 году, после чего поступил на медицинский факультет Дерптского университета и в 1870 году получил диплом врача. Ещё в университете стал специализироваться в основном на хирургии, был ассистентом в операциях, проводимых профессорами Адельманом и Бергманом. Кроме занятий в университете работал ассистентом при операциях в Рижской больнице. В период обучения несколько раз за казённый счёт ездил за границу. Во время одной из таких командировок, когда Рейер был послан в Англию, он познакомился там с учением об антисептическом способе производства операций и лечения ран. По окончании курса университета отправился уже за свой счёт за границу, желая получить дополнительное медицинское образование в иностранных университетах и попутно принять участие в происходившей в то время Франко-прусской войне, работая в германских лазаретах и будучи официально приписан в качестве полкового лекаря к 3-й прусской армии. Во время войны принимал участие в сражениях под Вейсенбургом, Вертом и Гровельтом в качестве госпитального врача. В продолжение своего двухлетнего пребывания за границей работал во многих германских и английских университетах, слушал профессоров Листера, открывшего антисептический способ лечения, и Фолькмана и закончил своё заграничное путешествие продолжительной работой в Мангейме и Нанси, в котором состоял ассистентом профессора Гейне. 
Вернувшись из-за границы, он стал ассистентом профессора Бергмана в хирургической клинике Дерптского университета. В 1872 году получил в этом же университете степень доктора медицины после защиты диссертации «Zur Pathologie und Therapie der Cholera (13 Bluttransfusionen)» и с 1874 года стал приват-доцентом хирургии, а в 1877 году — штатным доцентом Дерптского университета. 
В 1876 году Рейер принял участие в Сербско-турецкой войне (работал в полевом госпитале в Свилайнаце), а в 1877 году — в Русско-турецкой: состоял хирургом-консультантом Кавказской армии, заведовал перевязочным пунктом и принимал участие в активных действиях армии во время бомбардировки Карса. Во время этих войн он, работая в Красном Кресте, применил на практике в широких размерах антисептический способ лечения ран и достиг в этом хороших результатов; положительные отзывы о его деятельности появились в отечественной и зарубежной военно-хирургической литературе. На международном медицинском конгрессе в 1881 году он был членом комитета по военно-медицинскому отделу. 
По возвращении с войны в Петербург он продолжил прерванную научную и практическую деятельность: был в 1883 году назначен главным врачом Семёновского военного госпиталя и членом Военно-Медицинского Учёного Комитета, 1878 года состоял доцентом, а затем консультантом по хирургии в Николаевском военном госпитале; заведовал хирургическим отделением Мариинской больницы, организовал популярные курсы о подаче первой помощи. Кроме того, заведовал и другими больницами и лазаретами в Петербурге — в том числе хирургическим отделением Максимилиановской больницы и хирургическим лазаретом в Стрельне — и был преподавателем хирургии в амбулаторной клинике Высших женских врачебных курсов, также организовал в Стрельне костно-суставной санаторий. 
В 1890 году он получил назначение на должность профессора клинической хирургии в Киевском университете, но в том же году нечаянно застрелился на охоте (по некоторым данным, мог покончить с собой из-за трудностей в реформирования его госпиталя и неудач в личной жизни). 
Похоронен в Санкт-Петербурге на Смоленском лютеранском кладбище.
Был дважды женат. Сын — Рейер, Армин Карлович (1876—после 1938) — корабельный инженер, полковник, помощник начальника Гатчинского Дворцового управления.
Рейер принадлежал к числу хирургов-практиков, придавал большое значение операциям и первым из русских врачей в Петербурге и на Кавказе начал систематически проводить принципы современной антисептической хирургии. В то время, когда в Дунайской армии операция горлосечения вообще считалась почти излишней, в Кавказской армии у Pейера было сделано очень много трахеотомий. За время своей научной деятельности напечатал много работ и журнальных статей, из которых особенно выделялись его изыскания в области болезней суставов и горловых операций, где он одним из первых, решился, пользуясь методом Бильрота, вырезать зев и заменять его искусственным.
Главные работы (писал на немецком языке): «Ueber Veränderung der Gelenke bel dauernder Ruhe» («Deutsch. Zeitschr. f. Chir.», III, с рис.), «On the cartilages and synovial membranes of the joints» («Journ. of Anat. and Physiol», VIII), «Ueber Laryngostrictur, ihre Heilung und den künstl. Kehlkopf» («Verhandl. d. Deutsch. Gesellsch. f. Chir.», IV Congress), «Studien über die Entwicklung der Extremitäten des Menschen und besonders der Gelenkflächen» (вместе с В. Генке, в «Протоколах Венской Академии Наук», III, 1874), «Antiseptische und offene Wundenbehandlung» («Архив Лангенбека», XIX), «Hydrocölenschnitt» («St. Petersb. med. Wochenschr.», 1875), «Zur Behandlung der Pseudarthrosen» (там же, 1876), «Zur Laryngotomie und Kehlkopfexstirpation» (ib.), «Antiseptische Wundbehandlung in der Kriegschirurgie» (в «Sammlung klin. Vorträge» Фолькмана, № 142—143).